# Liste des révoltes et guerres civiles byzantines

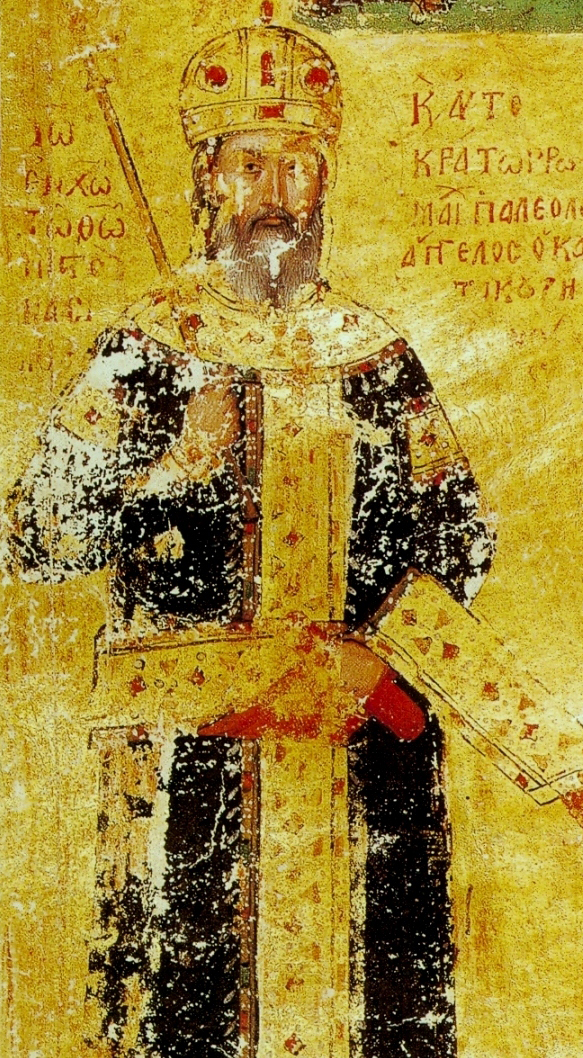
Jean VI Cantacuzène.

Cet article fournit la liste des guerres civiles et autres conflits internes de l'histoire de l'Empire byzantin (330-1453). Elle comprend les conflits s'étant déroulés à l'intérieur des frontières de l'Empire byzantin, et ayant opposé au moins un chef d'opposition au gouvernement au pouvoir. Pour les conflits extérieurs, consultez la liste des batailles de l'Empire byzantin.

## IVesiècle
- 399 : révolte du général ostrogoth Tribigild en Phrygie.
- 400 : révolte du général goth Gaïnas.

## Vesiècle
- 479 : tentative de coup d’État de Marcien.
- 484 : première révolte des Samaritains.
- 484-488 : rébellion d'Illus et Léonce contre l'empereur Zénon.
- 492-497 : guerre d'Isaurie.
- 495 : deuxième révolte des Samaritains.

## VIesiècle
- 513-515 : Rébellions de Vitalien contre l'empereur Anastase.
- 529-531 : Troisième révolte des Samaritains menée par Julianus ben Sabar.
- 532 : Déclenchement de la révolte de Nika à Constantinople. Hypatius est proclamé empereur par les insurgés. Il est exécuté par Justinien lors de la répression.
- 536-537 : Révolte militaire en Afrique, dirigée par Stotzas.
- 555-556 : Quatrième révolte des Samaritains.

## VIIesiècle
- 602 : Révolte et usurpation de Phocas.
- 603-604 : Rébellion du général Narses contre Phocas.
- 608-610 : Révolte d'Héraclius l'Ancien en Afrique contre Phocas. À la suite de la révolte, son fils Héraclius le Jeune s'empare du pouvoir.
- 610-611 : Révolte du général Comentiolus, frère de Phocas, contre Héraclius.
- 613-628 : Brève révolte juive contre Héraclius. Création du Temple juif Sassanide.
- 617/618 : Jean de Conza s'empare de Naples, mais il est tué par l'exarque Eleuthère.
- 640 : Rébellion du général Titus, en Mésopotamie, en réaction aux excès commis par d'autres troupes byzantines.
- 644/645 : Échec du coup d’État du général Valentin contre son gendre Constant II.
- 646-647 : Rébellion de Grégoire le Patrice, exarque d'Afrique.
- 650-652 : Rébellion de Olympios, exarque de Ravenne.
- Vers 651 : Rébellion et défection de soldats arméniens, menée par Théodore Rshtuni, qui rejoignent les rangs des Arabes.
- 667 : Révolte de Saborios, général des Arméniaques.
- 668-669 : Meurtre de Constant II et tentative d'usurpation par Mezezios en Sicile.
- 680 : Révolte avortée du thème Anatholique en faveur du frère de Constantin IV.
- 692/693 : Révolte et défection du patricien arménien Smbat qui rejoint les rangs des Arabes.
- 695 : Révolte et usurpation de Léonce contre Justinien II.
- 698 : Révolte et renversement de Leontios par l'armée byzantine à la suite de l'échec de l'expédition contre Carthage.

## VIIIesiècle
- 705 : Renversement de Tibère III par Justinien II.
- 711 : Rébellion à Chersonèse menée par Philippicos Bardanes qui renverse Justinien II.
- 715 : Révolte du thème d'Opsikion menée par les troupes basées à Rhodes, qui dégénère en une guerre civile de six mois. Anastase II abdique en faveur de Théodose III.
- 716-717 : Révolte et prise de pouvoir par le général Léon lII l'Isaurien.
- 717/8 : Révolte de Sergius, gouverneur de Sicile, qui proclame Basilic Onomagoulos empereur.
- 726/7 : Révolte du thème d'Hellade menée par le turme Agallianos Kontoskeles et un certain Stephen contre les politiques iconoclastes de Léon III.
- 741-743 : Révolte et usurpation par Artabasde du trône détenu de Constantin V.
- 780 : Coup d’État avorté en faveur de Nicéphore, un frère de Léon IV.
- 781-782 : Expédition impériale contre Elpidius, gouverneur de la Sicile.
- 790 : Révolte contre la régence d'Irène l'Athénienne. Son fils Constantin VI est proclamé seul souverain.
- 792-793 : Rébellion des Arméniaques contre la restauration d'Irène l’Athénienne en tant que co-souverain avec Constantin VI.
- 800 : Soulèvement en Cappadoce, à l'initiative de l'eunuque Staurakios.

## IXesiècle
- 803 : Révolte de Bardanès Tourkos.
- 821-823 : Révolte de Thomas le Slave.
- 827 : Révolte de l'amiral Euphemius en Sicile.
- 837 : Révolte de la tribu slave Smolyani dans les Balkans.
- 838-839 : Révolte des troupes de Khurramiya menée par Théophobos.

## Xesiècle
- 919 : Échec de la rébellion de Léon Phocas contre la prise du pouvoir par Romain Ier Lécapène.
- 921 : Révolte des tribus slaves Mélinges et Ezérites dans le Péloponnèse.
- vers 922 : Révolte de Bardas Boilas, gouverneur du thème de Chaldée.
- vers 930 : Révolte populaire de Basile le Cuivre à la Main dans le thème d'Opsikion.
- 970 : Rébellion des partisans de la famille Phocas partisans menée par Bardas Phocas le Jeune contre Jean Ier Tzimiskès.
- 976-979 : Révolte de Bardas Sklèros contre Basile II.
- 987-989 : Révolte de Bardas Phocas le Jeune contre Basile II.

## XIesiècle
- 1022 : Révolte de Nicéphore Xiphias et Nicéphore Phocas Barytrachelos contre Basile II.
- 1026-1027 : Révolte de Basil Skleros.
- 1034 : Révolte populaire à Antioche, menée par Elpidios Brachamios.
- 1034-35 : Révolte des Serbes menée par Stefan Vojislav.
- 1038-39 : Révolte des Serbes menée par Stefan Vojislav.
- 1040 : Révolte de Grégoire Taronites en Phrygie.
- 1040-1041 : Soulèvement de Pierre Deljan qui se propage à travers le sud et l'ouest des Balkans.
- 1042 : Révolte du gouverneur de Chypre, Théophile Erotikos.
- 1042-1043 : Rébellion de Georges Maniakès contre Constantin IX.
- 1042-1043 : Révolte de Théophile Erotikos, gouverneur de Chypre.
- 1047 : Révolte de Léon Tornikios contre Constantin IX.
- 1057 : Révolte de Hervé Frankopoulos.
- 1057 : Révolte et prise de pouvoir par Isaac Ier Comnène (bataille de Petroe).
- 1066 : Révolte contre les lourdes taxes en Thessalie, menée par Nikoulitzas Delphinas.
- 1072 : Soulèvement de Georgi Voiteh
- 1073-1074 : Révolte de Roussel de Bailleul qui fait prisonnier Jean Doukas puis le proclame empereur.
- 1077-1078 : Révolte et prise de pouvoir par Nicéphore III Botaniatès.
- 1077-1078 : Révolte du général Nicéphore Bryenne l'Aîné contre Michel VII Doukas et Nicéphore III, qui est battu à la bataille de Kalavrya.
- 1078 : Révolte de Philaretos Brachamios contre Michel VII Doukas.
- 1078 : Révolte de Nicéphore Basilakios contre Nicéphore III.
- 1080-1081 : Révolte de Nicéphore Melissène contre Nicéphore III.
- 1081 : Révolte et prise de pouvoir par Alexis Ier Comnène.
- 1091-92 : Révolte du vassal Vukan en Serbie.
- 1092 : Rébellions de Karykes en Crète et de Rhapsomates à Chypre.
- 1095 : Invasion de la Thrace par les Coumans avec l'appui de Constantin Diogène.
- 1095-1098 : Révolte de Théodore Gabras, gouverneur du thème de Chaldée.

## XIIesiècle
- 1102 : Révolte du vassal Vukan en Serbie.
- 1149 : Révolte d'Uroš II et du prince Desa en Serbie.
- 1166 : Révolte du vassal Stefan Nemanja en Serbie.
- 1182 : Révolte et prise de pouvoir par Andronic Ier Comnène.
- 1183/1184 : Révolte du général Andronic Lapardas.
- 1183/1184 : Révolte de Jean Comnène Vatatzes, gouverneur du thème des Thracésiens, contre la régence de Andronic Ier Comnène.
- 1184 : Révolte de Théodore Kantakouzenos, gouverneur de Bursa.
- 1184-1191 : Révolte et établissement d'un régime dissident par Isaac Comnène à Chypre.
- 1185 : Révolte des Valaques des Balkans, création du royaume bulgaro-valaque, le futur Second Empire bulgare.
- 1185 : Révolte et prise de pouvoir par Isaac II Ange.
- 1187 : Révolte de Alexis Branas contre Isaac II Ange.
- 1188-1189 : Révolte et établissement d'un régime dissident par Théodore Mangaphas à Philadelphie (Alasehir).
- 1190-1204/05 : Révolte et établissement d'un régime dissident par Basil Chotzas à Marqueterie.
- 1192 : Révolte de Pseudo-Alexis II.

## XIIIesiècle
- Vers 1200-1206 : Révolte et établissement d'un régime dissident par Leo Chamaretos en Laconie.
- Vers 1200-1208 : Révolte et établissement d'un régime dissident par Léon Sgouros dans le nord-est du Péloponnèse et en Grèce centrale.
- 1201 : Coup d’État de Jean Comnène le Gros contre Alexis III Ange à Constantinople, qui est violemment réprimé.
- 1201 : Révolte de Jean Spyridonakès en Macédoine.
- 1201/1202 : Révolte de Manuel Kamytzes et Dobromir Chrysos en Thessalie et Macédoine.
- 1204-1205 : Seconde révolte et établissement d'un régime dissident par Théodore Mancaphas à Philadelphie.
- 1204-1205 : Révolte et établissement d'un régime dissident par Manuel Maurozomès en Phrygie.
- 1204-1206 : Révolte et établissement d'un régime dissident par Sabas Asidénos dans la région du fleuve Méandre.
- 1204-1206 : Révolte et établissement d'un régime dissident par John Kantakouzenos en Messénie.
- 1222-1224 : Isaac Laskaris et Alexis Laskaris fuient vers l'Empire latin en opposition à l'accession au pouvoir de Jean III Vatatzès. En 1224, ils reviennent à la tête d'une armée latine, mais sont vaincus et faits prisonniers à la bataille de Poimanenon.
- 1225 : Révolte d'Isaac et d'Andronikos Nestongos contre Jean III Vatatzès.

## XIVesiècle
- 1321, 1322, et 1327-1328 : guerre civile intermitente entre Andronic II Paléologue et son petit-fils Andronic III.
- 1341-1347 : guerre civile entre Jean VI Cantacuzène et le régent Jean V Paléologue.
- 1342-1350 : révolte et établissement d'un régime dissident par les Zélotes de Thessalonique.
- 1352-1357 : guerre civile entre Jean V Paléologue, Jean VI Cantacuzène et Mathieu Cantacuzène.
- 1373-1381 : révolte et usurpation du trône par Andronic IV Paléologue.

## XVesiècle
- 1453-1454 : Révolte populaire dans le despotat de Morée contre les despotes Démétrios et Thomas Palaiologos, vassaux de l'Empire ottoman. La révolte est réprimée par les troupes ottomanes.

## Sources
- (en) Cet article est partiellement ou en totalité issu de l’article de Wikipédia en anglais intitulé « List of Byzantine revolts and civil wars » (voir la liste des auteurs).
- (en) Mark C. Bartusis, The Late Byzantine Army : Arms and Society, 1204-1453, University of Pennsylvania Press, 1997, 464 p. (ISBN 978-0-8122-1620-2, lire en ligne)
- (en) Alexander P. Khazdan (ed.), Oxford Dictionary of Byzantium, Oxford University Press, 1991, 2366 p. (ISBN 978-0-19-504652-6)
- (en) Walter Emil Kaegi, Byzantine Military Unrest, 471–843 : An Interpretation, Amsterdam, Adolf M. Hakkert, 1981, 373 p. (ISBN 90-256-0902-3, SUDOC 178136506)
- Savvides, Alexios G. K. (1995). Μελέτες Βυζαντινής Ιστορίας 11ου - 13ου αιώνα. 2η Έκδοση με διορθώσεις και συμπληρώσεις [Studies in Byzantine History of the 11th–13th centuries. 2e édition with corrections and additions] (en grec). Athènes, M. Kardamitas Publications.  (ISBN 960-354-019-6).
- (en) Warren T. Treadgold, A History of the Byzantine State and Society, Stanford University Press, 1997, 1044 p. (ISBN 978-0-8047-2630-6, lire en ligne)